# Diascia barberae
Diascia barberae là một loài thực vật có hoa trong họ Huyền sâm. Loài này được Hook.f. mô tả khoa học đầu tiên năm 1871.